# Betriebssport-Verband Hessen
Der Betriebssport-Verband Hessen e.V. (BSV Hessen), gegründet 1957 durch Umbenennung und Erweiterung der am 20. November 1952 gegründeten „Firmen- und Behörden-Sportvereinigung Frankfurt“, ist der sportarten- und bezirksübergreifende Verband der Betriebssportler in Hessen. Er hat 580 Betriebssport- und Sportgemeinschaften (BSG/SG) als Mitglieder in 11 Bezirken, die alle zusammen ca. 40.000 Sportler in 33 Sportarten vertreten. In vielen Sportarten (z. B. Hallen- und Kleinfeldfußball, Bowling, Kegeln und Volleyball) richtet der BSV Hessen eigene Hessische Betriebssport-Meisterschaften als Qualifikation zu den Deutschen Betriebssport-Meisterschaften aus.
Der BSV Hessen ist Landesverband des Deutschen Betriebssportverbandes und als Verband mit besonderer Aufgabenstellung Mitglied im Landessportbund Hessen. Die Bezirke des BSV Hessen sind Bergstraße, Darmstadt, Frankfurt, Fulda, Hanau, Kassel, Langen-Dreieich, Offenbach, Taunus, Werra/Meißner und Wiesbaden.